# Казки російського лісу
«Казки російського лісу» (рос. «Сказки русского леса») — радянський чорно-білий музичний телефільм 1966 року, знятий на кіностудії «Мосфільм».

## Сюжет
Телефільм. Найяскравіші зірки радянського кіно і естради в новорічну ніч 1966 року по незалежним від них причин опинилися в лісі. Артисти не підозрюють, що потрапили в пастку, на них оголошено полювання, стоять капкани і розставлені пастки. У ролі мисливців — Євген Леонов і Олег Анофрієв.

## У ролях
- Олег Анофрієв — мисливець
- Євген Леонов — мисливець
- Віктор Хохряков — лісничий
- Марк Бернес — камео
- Полад Бюль-Бюль огли — виконання пісні «Я люблю тільки тебе» (з Муслімом Магомаєвим і Ларисою Мондрус)
- Володимир Землянікін — епізод
- Майя Кристалінська — виконавиця пісні «Дитинство пішло в далечінь»
- Муслім Магомаєв — виконавиця пісні «Я люблю тільки тебе» (з Ларисою Мондрус)
- Олександр Менакер — пасажир таксі
- Марія Миронова — пасажирка таксі
- Андрій Миронов — таксист
- Іван Любезнов — камео, читає байку
- Олександр Хвиля — Дід Мороз, співає «Шумів суворо брянський ліс»
- Лариса Мондрус — виконавиця пісні «Я люблю тільки тебе» (з Муслімом Магомаєвим)
- Едіта П'єха — виконавиця пісень «Це здорово» і «Манжерок»
- Аркадій Райкін — «Хлестаков»
- Павло Рудаков — виконавець куплетів
- Георгій Віцин — Боягуз
- Юрій Нікулін — Бовдур, виконує пісню «Якщо б я був султан»
- Євген Моргунов — Бувалий
- Людмила Крилова — Білосніжка
- Євген Кибкало — «Трійка»
- Володимир Шубарін — танцюрист
- Олена Рябінкіна — балерина, адажіо з балету «Спляча красуня»
- Володимир Мартьянов — лялькар
- Володимир Корзаков — лялькар
- Володимир Романенко — адажіо з балету «Спляча красуня»
- В. Рижкин — епізод
- Л. Свідерська — епізод
- І. Гришкова — епізод
- Елеонора Андрєєва — виконавиця пісні «Під дугою дзвіночок співає»
- М. Смирнов — епізод
- Станіслав Лавров — виконавець куплетів з Павлом Рудаковим
- Микола Рубан — пісня про зиму з оперети «Холопка»
- Анатолій Корольов — вокаліст в складі ансамблю «Дружба»

## Знімальна група
- Режисер — Юрій Сааков
- Сценаристи — Юрій Сааков, Ніна Фоміна
- Оператор — Костянтин Петриченко
- Композитор — Володимир Чернишов
- Художники — Євген Свідєтєлєв, Фелікс Богуславський